# 川村京子
川村 京子（かわむら きょうこ）は日本の箏曲家である。東京芸術大学で中能島欣一に指導される。夫は建築家の川村純一。
お茶の水女子大学附属小学校在学中の10歳の時にテレビで見た中能島欣一の演奏に感動し筝を始めた。お茶の水女子大学附属中学校、お茶の水女子大学附属高等学校を経て、東京芸術大学に進学、中能島欣一に師事した。大学卒業時には、皇居桃華楽堂で御前演奏を行った。また、三味線を都一中家元に、笛を寶山左衛門、福原徹に師事している。
ニューヨークにイサム・ノグチ・ガーデン・ミュージアムがオープンした際、イサム・ノグチに招かれ演奏を行っている。
2002年2月、アムステルダム・コンセルトヘボウにて、細川俊夫作曲の「味真野に」を、チェリストのヨーヨー・マと共演し、世界初演した。2009年にはザルツブルク・ビエンナーレに細川俊夫らと出演している。